# キャラバン・ピクチャーズ
キャラバン・ピクチャーズ（Caravan Pictures, Inc.）は、ロジャー・バーンボームとジョー・ロスによって設立されたウォルト・ディズニー・スタジオのアメリカ映画製作会社である。キャラバン・ピクチャーズの映画はブエナ・ビスタ・ピクチャーズ・ディストリビューション（2007年に、ウォルト・ディズニー・スタジオ・モーション・ピクチャーズに改称）が配給していた。
ウォルト・ディズニー・スタジオが監督やタレントと2本、3本の契約をまとめて結ぶのに対し、キャラバン・ピクチャーズは制作中のプロジェクトに応じてタレントと仕事をし、契約を固定しない。この製作会社のスレート戦略は、脚本家を監督として雇い、金になる俳優をワンパターンな役に起用し、低予算の映画にはブレイクしそうな才能を起用するというものであった。この会社は、年に5〜7本の映画を製作することを想定し、3,000万ドルまでの予算を組む許可権限を有し、給与の上限は設けていなかった。また、1997年までは、独自の完全な事業部門や法務部門を持たず、役員の肩書きもなかった。

## 沿革
キャラバン・ピクチャーズは、1992年にロジャー・バーンボームとジョー・ロスによって、当時年間50〜60本あったウォルト・ディズニー・スタジオの製作・配給枠を埋めるために、ウォルト・ディズニー・スタジオの製作会社として設立された。キャラバン・ピクチャーズは、5年間で25本の作品を製作する契約を結び、3,000万ドルまでの許認可権限と300万ドルの経費予算を与えられ、当初は年間5～7本の作品を製作する予定であった。1993年のクリスマスに第1作目の『三銃士』を公開したばかりのキャラバン・ピクチャーズは、1994年には10本の映画を公開する予定で、契約終了が5年ではなく2年半に早まる可能性があった。彼らは、以前仕事をしたことのあるフォックス社でプロジェクトの見直し中だった『Angie, I Says』の映画化を実現した。1993年、USCのピーター・スターク・プログラム出身のジョナサン・グリックマンがインターンとしてキャラバン社に加わった。
続く4作品のうち3作品が興行的に失敗したとき、ロスは『アイ・ラブ・トラブル』の興行成績も失敗した場合、その予算超過分（1500万ドル）をカバーすることを約束した。結局、この作品も失敗に終わった。
ロスは1994年8月24日、バーンボームにキャラバン・ピクチャーズを任せて、ウォルト・ディズニー・スタジオのチーフに転職した。ウォルト・ディズニー・カンパニーのCEOであるマイケル・アイズナーは、ジェフリー・カッツェンバーグの後任としてロスをウォルト・ディズニー・スタジオ・チーフに据えることを強く望んでいたため、コスト超過の負債を許し、この契約に基づいて21本の未製作映画のためにロスに4,000万ドルの報酬を支払った。
キャラバン・ピクチャーズは1998年9月、製作本数やテレビ映画の製作を拡大するために再編された。その際、グリックマンがキャラバン・ピクチャーズの社長に昇進したため、バーンバボームは役員たちに肩書を与えるようになった。
1998年8月、バーンボームはキャラバン・ピクチャーズを離れ、ロスに促されてスパイグラス・エンターテインメント（モーガン・クリーク・プロダクションズの元副会長兼COO、ゲイリー・バーバーと共同設立。2019年にスパイグラス・メディア・グループとして再建）を設立し、ディズニーに株式を引き受けてもらうことで資本参加させ、5年間の配給契約を結んだ。ディズニーが年間の製作量を減らしていたこともあり、ロスはニュー・リージェンシー・プロダクション（リージェンシー・エンタープライズの子会社）のような独立採算制の自己資金による製作会社を作ることをバーンボームに勧めた。キャラバン・ピクチャーズは、残りの3作品を公開した後、閉鎖した。なお、ウォルト・ディズニー・スタジオは、キャラバン・ピクチャーズが保有する一連の映画企画と、将来の超過料金に備えた1,000万ドルから2,000万ドルの初期資金を提供した。

## 主なフィルモグラフィ
| #  | 公開日         | 邦題 原題                                                             | 配給元                             | 備考 | 製作費        | 興行収入     |
| -- | -------------- | --------------------------------------------------------------------- | ---------------------------------- | --- | ------------- | ------------ |
| 1  | 1993年11月12日 | 三銃士 The Three Musketeers                                           | ウォルト・ディズニー・ピクチャーズ | 初めての製作作品 アヴネット・カーナー・プロダクションズとの共同制作                                                                       | $17 million   | $53,898,845  |
| 2  | 1994年3月4日   | 愛に気づけば… Angie                                                   | ハリウッド・ピクチャーズ           | Morra-Brezner-Steinberg-Tenenbaum Productionsとの共同制作                                                                                 | $26 million   | $9,398,308   |
| 3  | 1994年6月29日  | アイ・ラブ・トラブル I Love Trouble                                   | タッチストーン・ピクチャーズ       | Nancy Meyers/Charles Shyer Productionsとの共同制作                                                                                        | $45 million   | $61,947,267  |
| 4  | 1994年7月15日  | エンジェルス Angels in the Outfield                                   | ウォルト・ディズニー・ピクチャーズ | | $24 million   | $50,236,831  |
| 5  | 1994年11月23日 | ダーティ・シェイム A Low Down Dirty Shame                             | ハリウッド・ピクチャーズ           | | $10 million   | $29,392,418  |
| 6  | 1995年1月6日   | ハウスゲスト/あんただ〜れ? Houseguest                                 | ハリウッド・ピクチャーズ           | | $10.5 million | $26,325,256  |
| 7  | 1995年2月3日   | ザ・ジャーキー・ボーイズ/いたずら電話大作戦 The Jerky Boys: The Movie | タッチストーン・ピクチャーズ       | | $8 million    | $7,555,256   |
| 8  | 1995年2月17日  | ヘビーウェイト サマー・キャンプ奪還作戦 Heavyweights                  | ウォルト・ディズニー・ピクチャーズ | |               | $17,689,177  |
| 9  | 1995年3月24日  | トール・テイル/パラダイス・ヴァレーの奇跡 Tall Tale                   | ウォルト・ディズニー・ピクチャーズ | | $32 million   | $11,047,627  |
| 10 | 1995年4月21日  | あなたが寝てる間に… While You Were Sleeping                           | ハリウッド・ピクチャーズ           | ロジャー・バーンボーム・プロダクションズとの共同制作                                                                                      | $17 million   | $182,057,016 |
| 11 | 1995年9月29日  | ビッグ・グリーン/でこぼこイレブン大旋風 The Big Green                 | ウォルト・ディズニー・ピクチャーズ | ロジャー・バーンボーム・プロダクションズとの共同制作                                                                                      | $12 million   | $17,725,500  |
| 12 | 1995年10月4日  | ダーク・ストリート/仮面の下の憎しみ Dead Presidents                   | ハリウッド・ピクチャーズ           | Underworld Entertainmentとの共同制作 | $10 million   | $24,147,179  |
| 13 | 1995年10月27日 | パウダー Powder                                                       | ハリウッド・ピクチャーズ           | Daniel Grodnik Productionsおよびロジャー・バーンボーム・プロダクションズとの共同制作                                                      | $9.5 million  | $30,862,156  |
| 14 | 1996年2月23日  | 判決前夜/ビフォア・アンド・アフター Before and After                  | ハリウッド・ピクチャーズ           | Schroeder/Hoffman Productionsとの共同制作                                                                                                 | $35 million   | $8,797,839   |
| 15 | 1996年4月19日  | ダンク・ブラザース/脱線ファンにご用心 Celtic Pride                    | ハリウッド・ピクチャーズ           | ロジャー・バーンボーム・プロダクションズとの共同制作                                                                                      |               | $9,255,027   |
| 16 | 1996年9月13日  | 潜在殺意 The Rich Man's Wife                                          | ハリウッド・ピクチャーズ           | ロジャー・バーンボーム・プロダクションズとの共同制作                                                                                      |               | $8,543,587   |
| 17 | 1996年12月20日 | ファースト・キッド/僕のパパは大統領 First Kid                         | ウォルト・ディズニー・ピクチャーズ | ロジャー・バーンボーム・プロダクションズとの共同制作                                                                                      | $5 million    | $26,491,793  |
| 18 | 1997年1月17日  | ネゴシエーター Metro                                                  | タッチストーン・ピクチャーズ       | ロジャー・バーンボーム・プロダクションズとの共同制作                                                                                      | $55 million   | $31,987,563  |
| 19 | 1997年4月11日  | ポイント・ブランク Grosse Pointe Blank                                | ハリウッド・ピクチャーズ           | Roth/Arnold Productions and New Crime Entertainmentおよびロジャー・バーンボーム・プロダクションズとの共同制作                             | $15 million   | $28,084,357  |
| 20 | 1997年5月30日  | ゴーン・フィッシン' Gone Fishin'                                      | ハリウッド・ピクチャーズ           | co-production with Roger Birnbaum Productions                                                                                             | $53 million   | $19,736,932  |
| 21 | 1997年8月22日  | G.I.ジェーン G.I. Jane                                                | ハリウッド・ピクチャーズ           | Scott Free Productions, Largo Entertainment 、デミ・ムーア率いるMoving Picturesおよびロジャー・バーンボーム・プロダクションズとの共同制作 | $50 million   | $97,169,156  |
| 22 | 1997年10月10日 | ロケットマン RocketMan                                                | ウォルト・ディズニー・ピクチャーズ | Gold/Miller Managementおよびロジャー・バーンボーム・プロダクションズとの共同制作                                                          | $16 million   | $15,448,043  |
| 23 | 1997年10月17日 | Washington Square                                                     | ハリウッド・ピクチャーズ           | Alchemy Filmworksおよびロジャー・バーンボーム・プロダクションズとの共同制作                                                               | $15 million   | $1,851,761   |
| 24 | 1998年6月12日  | 6デイズ/7ナイツ Six Days, Seven Nights                                | タッチストーン・ピクチャーズ       | Northern Lights Entertainmentおよびロジャー・バーンボーム・プロダクションズとの共同制作                                                   | $70 million   | $164,839,294 |
| 25 | 1998年9月11日  | サイモン・バーチ Simon Birch                                          | ハリウッド・ピクチャーズ           | Laurence Mark Productionsおよびロジャー・バーンボーム・プロダクションズとの共同制作                                                       | $30 million   | $18,252,684  |
| 26 | 1998年10月9日  | ホーリーマン Holy Man                                                 | タッチストーン・ピクチャーズ       | ロジャー・バーンボーム・プロダクションズとの共同制作                                                                                      | $60 million   | $12,069,719  |
| 27 | 1999年7月23日  | GO!GO!ガジェット Inspector Gadget                                     | ウォルト・ディズニー・ピクチャーズ | アヴネット・カーナー・プロダクションズ、ロジャー・バーンボーム・プロダクションズおよびDICエンターテイメントとの共同制作 最後の製作映画    | $90 million   | $134,403,112 |